# Prosevania dolichogaster
Prosevania dolichogaster är en stekelart som beskrevs av Jean-Jacques Kieffer 1916. Prosevania dolichogaster ingår i släktet Prosevania och familjen hungersteklar. Inga underarter finns listade i Catalogue of Life.